# Omicidio di Katty Skerl
L'omicidio di Catherine "Katty" Skerl è un fatto di cronaca nera avvenuto in Italia a Grottaferrata il 21 gennaio 1984. La vittima era una studentessa romana iscritta alla Federazione Giovanile Comunista Italiana. Il delitto è rimasto irrisolto.

## Storia

### Antefatto
Catherine Skerl, detta "Katty" (n. a Sala in Svezia il 5 gennaio 1967) era figlia del regista Peter Skerl e di Elisa Bartolomei, bibliotecaria al Comune di Roma. I genitori all'epoca del suo omicidio erano separati. Katty frequentava il Liceo artistico "Giulio Romano" a Ponte Milvio ed era iscritta alla Federazione Giovanile Comunista Italiana, l'organizzazione giovanile del Partito Comunista Italiano, e viveva con la madre e il fratello Alexander in via Isidoro del Lungo 54, nel quartiere Talenti. Il 24 giugno 1983 la ragazza partecipò al comizio di chiusura della campagna elettorale del segretario del PCI Enrico Berlinguer in piazza San Giovanni. La zona sede della scuola era luogo di scontri tra studenti delle opposte fazioni politiche.

### L'omicidio
Il 21 gennaio Katty partecipò a una festa organizzata dall'amica Laura P. in largo Cartesio 7, a circa 1 km dalla propria abitazione. Aveva con sé un borsone di tela con il cambio per la notte e l'abbigliamento per la neve, da indossare il giorno dopo per andare a sciare a Campo Felice. Alle 18:30 salutò gli amici per recarsi a incontrare la sua amica Angela L. alla fermata Lucio Sestio della linea A della metropolitana, ma non lasciò l'edificio prima delle 18:45. Chiese a suo fratello di accompagnarla, ma lui rifiutò di lasciare la festa. L'appuntamento con l'amica era fissato alle 19:45, ma la ragazza non arrivò mai a quell'ora al luogo convenuto. Per raggiungere la fermata di Lucio Sestio Katty avrebbe dovuto recarsi con l'autobus 37 fino alla Stazione Termini, quindi prendere la  linea A della metropolitana fino a Lucio Sestio. Sicuramente in questo modo non sarebbe mai arrivata puntuale all'incontro. La sua amica Angela L. viveva al quartiere  Appio Latino, in via Bova, a 3m di distanza dalla fermata della metropolitana e Cinecittà.
Si persero le tracce di Catherine dopo che fu uscita dall'edificio della festa. Angela L. arrivò alla fermata della metro alle 19:15, e attese fino alle 19:30. Non vedendola arrivare ritornò a casa, chiamò la famiglia Skerl alle 19:30 e poi alle 22:30. La famiglia Skerl si recò la mattina dopo a sporgere denuncia di scomparsa. Il cadavere di Katty venne ritrovato verso le 9 del mattino tra le vigne di via Rocca di Papa 12, a Grottaferrata. Era in posizione supina e non presentava tracce di violenza sessuale. Il viso era coperto di terra, sassi e foglie, e nella mano sinistra stringeva un ciuffo d'erba. L'autopsia di Catherine Skerl, eseguita dal professor Calabrese, rivelò che la causa della morte era asfissia da strangolamento, con lesioni interne causate da costole fratturate. L'assassino aveva inizialmente tentato di strangolarla con un filo di ferro e successivamente aveva utilizzato la cintura rossa del suo borsone per finirla, premendole il viso in una pozzanghera e causandole la morte. Prima di ucciderla l'assassino le aveva spezzato la spina dorsale e alcune costole. L'orario della morte fu stimato dal medico legale tra le 21:30 e le 23:00. Nell'analisi del contenuto dello stomaco venne trovato solo il cibo ingerito durante una festa organizzata dall'amica. Il corpo non presentava tracce di attività sessuale e l'esame tossicologico risultava negativo.

## Le indagini
Venne sospettato del delitto il serial killer Maurizio Giugliano, ma egli venne in seguito prosciolto da tutte le accuse nonostante la sua fidanzata Rosa affermasse di averlo visto quel giorno con i pantaloni sporchi di sangue e nonostante un testimone anonimo riferisse di aver visto la ragazza salire su una Vespa simile a quella di Giugliano, insieme a un ragazzo.

## I presunti legami con le sparizioni di Emanuela Orlandi e Mirella Gregori
Il criminale Marco Fassoni Accetti, che si è autoaccusato del rapimento di Emanuela Orlandi e ha fatto ritrovare alla famiglia Orlandi il presunto flauto di Emanuela, ha affermato che l'omicidio Skerl è in qualche misura legato all'omicidio Orlandi, in particolare che Katty fosse stata uccisa per una forma di ritorsione della fazione opposta a quella in cui lui fu ingaggiato per compiere il sequestro Orlandi-Gregori. In seguito Accetti affermò che la bara di Katty Skerl era stata rubata per eliminare il legame che la legava al rapimento dell'Orlandi. Nel 2013 arrivò una lettera anonima indirizzata a una compagna di Emanuela Orlandi con un biglietto che si riferiva a due [ragazze] more (probabilmente Emanuela Orlandi e Mirella Gregori), e la data dell'omicidio di Katty Skerl.

## La bara trafugata
La tomba di Katty Skerl, situata al Cimitero monumentale del Verano, è stata violata e la bara è stata trafugata. Il fatto è stato scoperto nel luglio del 2022 dopo la riapertura della tomba, chiesta nel 2021 dalla cugina Laura Mattei; all'interno è stata trovata solo una maniglia d'ottone della bara. La tomba vuota da allora è sotto sequestro da parte della Questura di Roma ed è stata aperta un'indagine contro ignoti per sottrazione di cadavere. La bara con il corpo della ragazza non è stata ancora ritrovata.